# Třída Redwing
Třída Redwing je třída motorových minolovek stavěných v 50. letech 20. století v USA pro potřeby US Navy. Některá plavidla vyřazená od US Navy pak dosloužila v jiných námořnictvech.